# أمبيجول
أمبيجول كانت قرية تقع على نهر النيل في السودان، غرقت مع بناء السد العالي في أسوان وبحيرة ناصر، كان يوجد في القرية شلال صغير.